# چارلز شانسی
چارلز شانسی (انگلیسی: Charles Shaughnessy؛ زادهٔ ۹ فوریهٔ ۱۹۵۵) بازیگر و صداپیشه اهل انگلستان است.
از فیلم‌ها یا برنامه‌های تلویزیونی که وی در آن نقش داشته‌است می‌توان به ان‌سی‌آی‌اس، ورونیکا مارس، هانا مونتانا، سی‌اس‌آی: نیویورک، مد من، کسل، والاحضرت، زندگی با فرن، دکمه‌ها و کارشناسان سکس اشاره کرد.